# ابن عرس صغير
ابن عرس صغير (الاسم العلمي: Mustela nivalis) (بالإنجليزية: Least Weasel)‏ هو نوع من الحيوانات يتبع جنس ابن عرس من فصيلة العرسيات.

## التوزيع والسكن

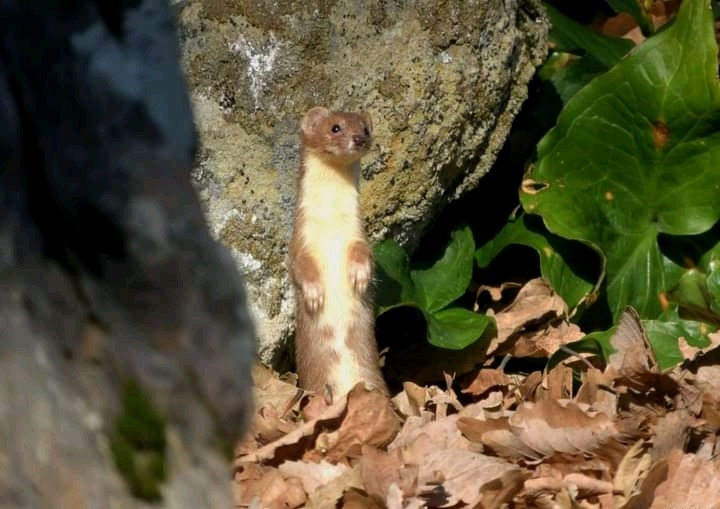
ابن عرس صغير شمال الجزائر بولاية جيجل

ابن عرس الصغير لديه توزيع حول القطب الشمالي ، يشمل معظم أوروبا وشمال أفريقيا وآسيا وأجزاء من شمال أمريكا الشمالية» حيث يتواجد بشكل رئيسي في الأماكن التي لا يوجد فيها القاقم تم تقديمه إلى نيوزيلندا، مالطا، كريت، جزر الأزور وأيضًا ساو تومي قبالة غرب إفريقيا وهي موجودة في جميع أنحاء أوروبا (ولكن ليس في أيرلندا) وفي العديد من الجزر، بما في ذلك جزر الأزور، وبريطانيا العظمى، وجميع جزر البحر الأبيض المتوسط الرئيسية، ويحدث أيضًا في جزر هونشو وهوكايدو في اليابان وفي جزر كوناشير وإيتوروب وسخالين في روسيا. [بحاجة لمصدر]
يحتل ابن عرس الصغير نوعًا مماثلاً من الموائل مثل القاقم، لكنه يتردد على الأماكن الرطبة بشكل أقل، يمكن العثور عليه في الحقول والغابات المفتوحة والمناطق الكثيفة أو الصخرية والمتنزهات والحدائق، وعلى ارتفاعات تصل إلى حوالي 3000 متر (9800 قدم). [بحاجة لمصدر]